# Сафронов, Федот Григорьевич
Федот Григорьевич Сафронов (22 февраля 1914 — 12 декабря 1995) — советский и российский учёный, историк, доктор исторических наук, профессор. Заслуженный деятель науки Республики Саха (Якутия) и РСФСР (1974).

## Биография
Родился Федот Григорьевич во II Мальжагарском наслеге Хангаласского района в Якутии. Его брат — Михаил Григорьевич тоже стал учёным.
Завершив обучение в школе, в 1930 году поступил в Якутское педагогическое училище. С 1933 по 1946 годы работал в системе народного образования Якутской АССР. В 1940 году без отрыва от производства поступил учиться на исторический факультет Якутского педагогического института и в 1942 году успешно окончил его. По направлению стал работать директором Чурапчинского педагогического училища.
В марте 1940 года зарегистрировал брак с Татьяной Алексеевной Белозеровой.
В июле 1946 года был освобожден от обязанностей директора Чурапчинского педагогического училища и командирован в аспирантуру Института истории Академии наук СССР. С 1950 по 1952 годы работал научным сотрудником института языка, истории и литературы Якутского филиала Академии наук СССР. С 1952 по 1958 годы осуществлял преподавательскую деятельность в Якутском государственном университете. С 1965 года стал работать сотрудником ИЯЛИ ЯФ СО АН СССР.
Федот Григорьевич являлся главным редактором и руководителем рабочей группы проекта «Энциклопедия Якутии» при Президиуме Якутского научного центра СО РАН. Основные направление научных исследований — разработка вопросов, связанных с историей русского населения Сибири и Дальнего Востока и его ролью в истории судьбах народов северо-востока Азии в XVII—XX веков. Сафронов активно занимался изучением истории ссылки в Восточную Сибирь и Якутию в XVII веке. Он один из авторов фундаментальных трудов «История Якутской АССР», «История Сибири». Ему принадлежат работы по истории городоведению, историографии Якутии, малоизученным аспектам истории коренных народов северо-востока страны. Избирался в депутаты Верховного Совета Якутской АССР.
Проживал в Якутске. Умер 12 декабря 1995 года.

## Награды
- Заслуженный деятель науки РСФСР (1974),
- Заслуженный деятель науки Якутской АССР (1962).